# Dmitrij Dowgalonok
Dmitrij Aleksandrowicz Dowgalonok (ros. Дмитрий Александрович Довгалёнок; ur. 14 grudnia 1971 we wsi Mhlo) – białoruski kajakarz, kanadyjkarz. Jako reprezentant WNP złoty medalista olimpijski z Barcelony.
W igrzyskach brał udział dwukrotnie (IO 92, IO 96). W 1992 zwyciężył w kanadyjkowej dwójce na dystansie 500 metrów. Wspólnie z nim płynął Aleksandr Masiejkow. W 1994 zwyciężył na mistrzostwach świata w kanadyjkowej dwójce na dystansie 200 metrów.